# Christine Lagarde
Christine Madeleine Odette Lagarde (pronunciación en francés: /kʁistin madlɛn ɔdɛt laɡaʁd/; nacida Christine Madeleine Odette Lallouette; París, 1 de enero de 1956) es una abogada, economista y política francesa, que ocupa el cargo de presidenta del Banco Central Europeo desde noviembre de 2019. Anteriormente fue directora gerente del Fondo Monetario Internacional (FMI) desde el 5 de julio de 2011 hasta el 16 de julio de 2019.
Lagarde ha ocupado previamente cargos en el gobierno francés: ministro de Agricultura y Pesca, ministro de Comercio y ministro de Economía, Finanzas e Industria en el gobierno de Dominique de Villepin. Fue la primera mujer ministra de Asuntos Económicos del G8 y fue la primera mujer en dirigir el FMI.
Está considerada como una gran abogada en la defensa y competencia del trabajo que hizo historia al ser la primera mujer que presidió el bufete Baker & McKenzie. El 16 de noviembre de 2009, The Financial Times la nombró como una de las mejores ministras de Finanzas de la eurozona. Ese mismo año, Forbes la catalogó como la decimoséptima mujer más poderosa del mundo. El 28 de junio de 2011 fue elegida como la undécima persona al frente del FMI, por un período inicial de cinco años. Fue galardonada con la Medalla de Honor Ruth Bader Ginsburg que otorga la World Jurist Association en el año 2021.

## Biografía
Hija de un profesor de inglés de la Universidad de Ruan llamado Robert Lallouette y de una maestra llamada Nicole, Christine Lagarde se graduó en el Lycée François I (Le Havre) en 1974. Recibió una beca para estudiar en una institución femenina estadounidense: la Holton-Arms School (Maryland). Después se graduó en la Facultad de Derecho de la Universidad de París X Nanterre (Francia) y consiguió un máster en Ciencias políticas en el Instituto de estudios políticos de Aix-en-provence. Llegó a trabajar como pasante en el Capitolio de los Estados Unidos, exactamente como asistente del congresista William Cohen.
En su adolescencia fue miembro del equipo nacional de natación sincronizada. Está divorciada y tiene dos hijos, Pierre-Henri Lagarde (nacido en 1986) y Thomas Lagarde (nacido en 1988). Desde 2006, su pareja ha sido el empresario Xavier Giocanti de Marsella.

### Carrera profesional
Lagarde se unió a Baker & McKenzie, una gran firma internacional de abogados con sede en Chicago, en 1981. Manejó los principales casos de antimonopolio y casos laborales, se hizo socia en sólo seis años y fue nombrada directora de la empresa en Europa Occidental. Se unió al comité ejecutivo en 1995 y fue elegida presidenta de la compañía en octubre de 1999, siendo la primera mujer en ocupar ese cargo.
En 2004, Lagarde se convirtió en presidenta del Comité Estratégico Global.
Su interés personal en los asuntos europeos la llevó a abrir el Centro de Derecho Europeo, una oficina de Baker & McKenzie en Bruselas dedicada exclusivamente a la práctica del derecho de la Unión Europea.

### Carrera ministerial
Al ocupar el cargo de ministro de Comercio de Francia entre 2005 y mayo de 2007, Lagarde priorizó la apertura de nuevos mercados para los productos del país, centrándose en el sector de la tecnología. El 18 de mayo de 2007, fue trasladada al Ministerio de Agricultura como parte del gobierno de François Fillon, al mes siguiente se unió a gabinete de François Fillon en el Ministerio de Economía, Industria y Empleo, para convertirse en la primera mujer a cargo de la política económica en Francia.
En el gobierno, ha aplicado reformas económicas liberales, como la liberalización del mercado laboral, la bajada del impuesto de sucesiones y un plan de austeridad para los servicios públicos.

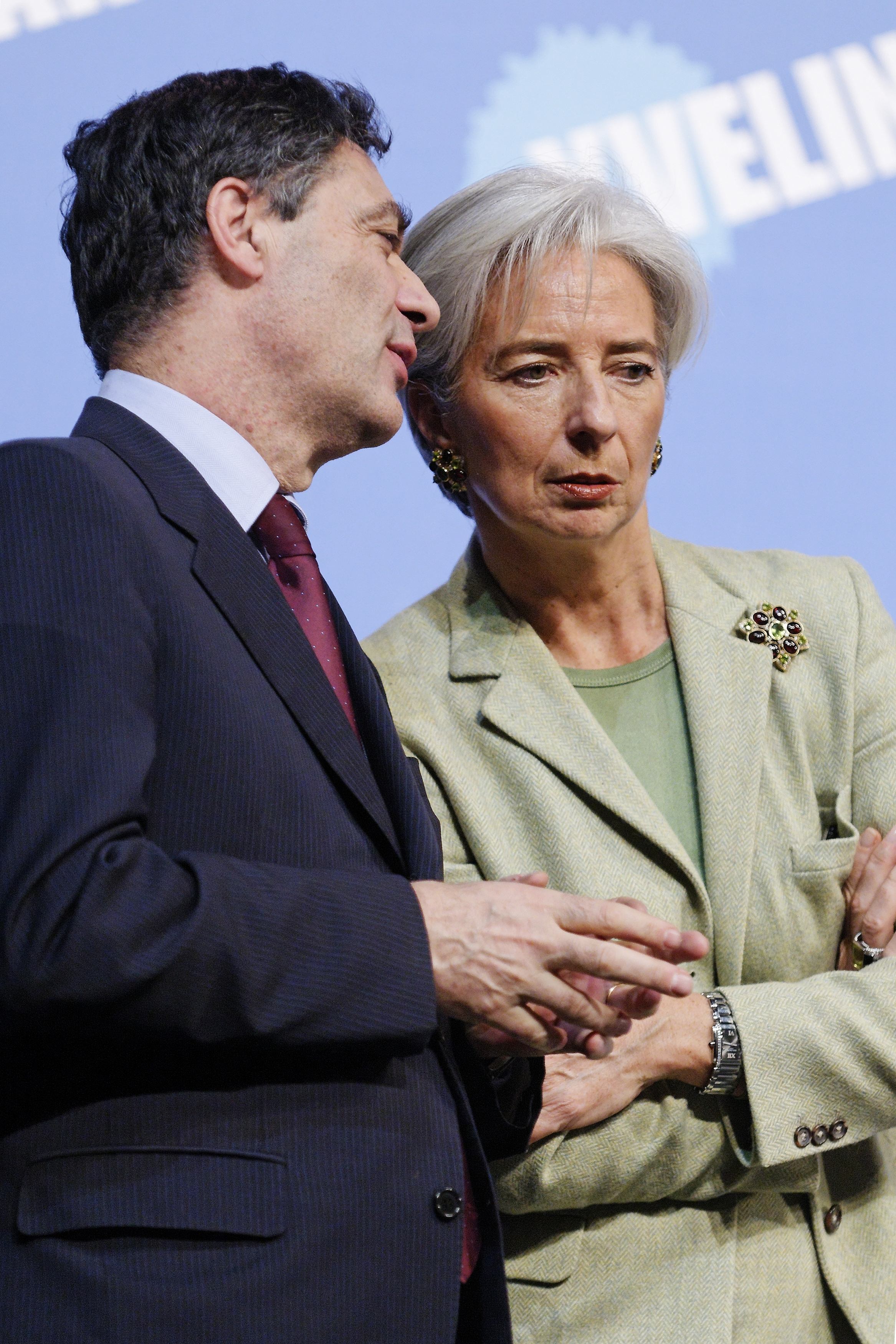
Lagarde en acto electoral de la UMP junto con Patrick Devedjian en 2011

Lagarde se encuentra bajo investigación por resoluciones tomadas con Bernard Tapie sin permiso judicial y la autorización de pagos muy grandes con fondos del Crédit Lyonnais, que eran de propiedad pública. Lagarde, dijo que el 28 de junio de 2011, que se sentía «absolutamente tranquila» por la situación legal. El 27 de agosto de 2014 Largarde, desempeñando el cargo de directora gerente del Fondo Monetario Internacional fue puesta bajo investigación formal en Francia por su presunto papel en un caso de fraude político, el llamado caso Tapie.

### Fondo Monetario Internacional
En mayo de 2011, Lagarde fue mencionada como una posible sucesora de Dominique Strauss-Kahn como directora general del Fondo Monetario Internacional. Su candidatura recibió el apoyo de los gobiernos de Estados Unidos, Rusia, China, Reino Unido, Alemania e India.
El 25 de mayo de 2011, Lagarde anunció oficialmente su candidatura para el cargo de director gerente del Fondo Monetario Internacional (FMI) en sustitución de Dominique Strauss-Kahn en caso de dimisión.
El 28 de junio de 2011, la junta del Fondo Monetario Internacional eligió a Lagarde como su próximo director gerente y presidente por un mandato de cinco años, comenzando el 5 de julio de 2011. Agustín Carstens también fue considerado para el puesto. El Consejo Ejecutivo del FMI elogió a los dos candidatos, así calificados, pero se decidió por Lagarde por consenso. Carstens habría sido el primer no europeo que fuera elegido como jefe del FMI. Su candidatura fue apoyada por los gobiernos de América Latina, así como España, Canadá y Australia.
Su nombramiento llegó en medio de la intensificación de la crisis de la deuda soberana europea, especialmente en Grecia, con el temor inminente de incumplimiento de pagos. Estados Unidos, en particular, apoyó su nombramiento expedito a la luz de la fragilidad de la situación económica de Europa.

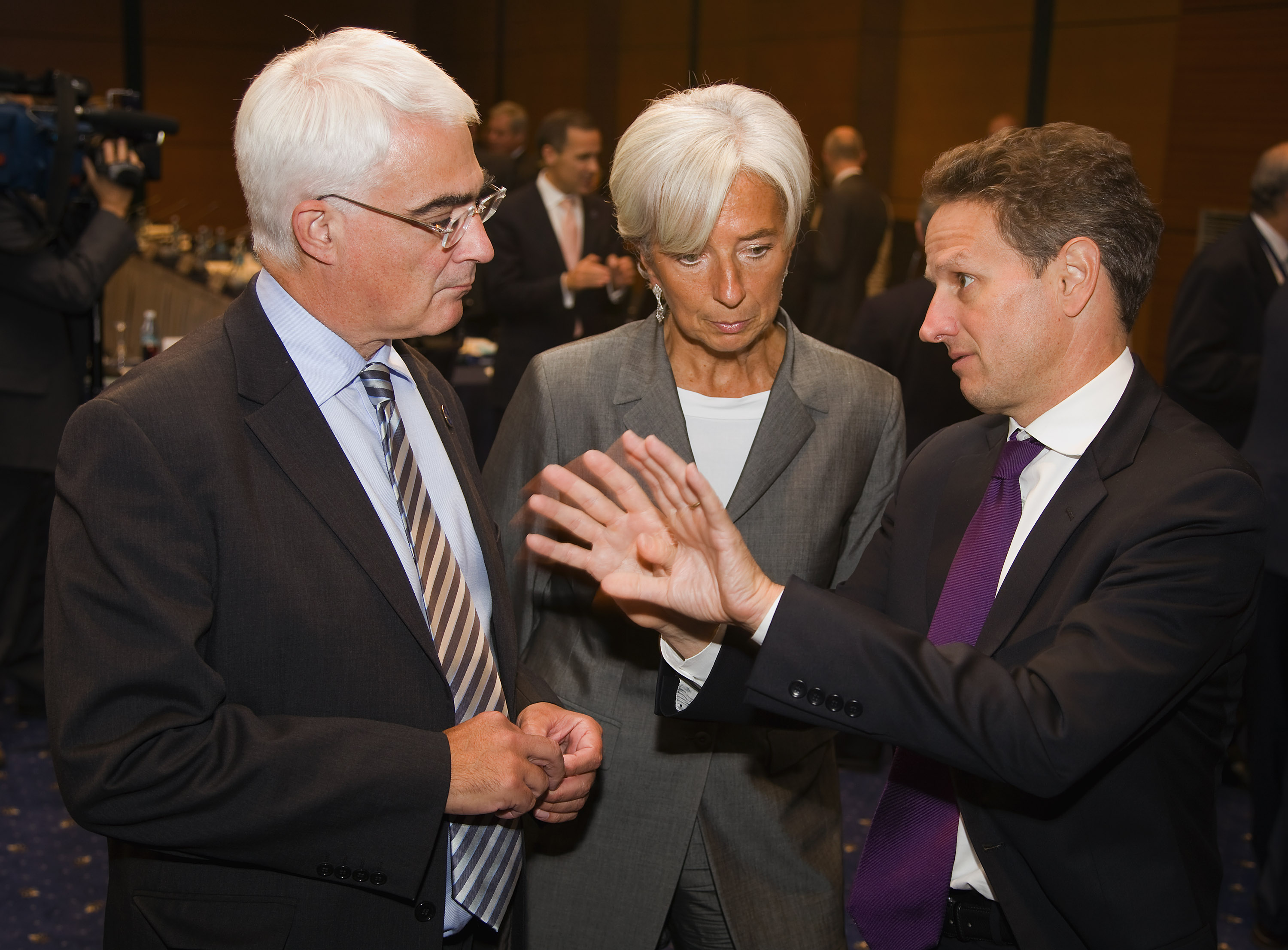
Alistair Darling (izquierda) con Lagarde y Timothy Geithner (derecha) en 2009.

Timothy Geithner, el Secretario del Tesoro de los Estados Unidos ha dicho de Lagarde «tiene un talento excepcional y una amplia experiencia, proporcionará un liderazgo muy valioso para esta institución, indispensable en un momento crítico para la economía global». 
Habitual del foro de Davos, es cercana a Ivanka Trump, Alan Greenspan, el multimillonario Lakshmi Mittal y David Rubenstein, fundador del fondo de inversión Carlyle. En 2021 se vio implicada en la investigación judicial iniciada en Argentina en marzo de 2021, sobre un eventual acto de corrupción cometido mediante el acuerdo que el entonces presidente Mauricio Macri realizó con el Fondo Monetario Internacional el 7 de junio de 2018, por el cual el organismo internacional prestó a ese país una suma de 50.000 millones de dólares (luego ampliado a 57.000 millones), el más grande en la historia de esa organización, de la cual entregó los 44.500 millones originales. El acuerdo ha sido señalado como un acto criminal, tanto por el modo en que fue tramitado sin cumplir los pasos legales del FMI y del Congreso de la Nación Argentina, no contemplado en el acuerdo y prohibido por el Estatuto del FMI, y por la omisión de analizar las condiciones de sustentabilidad y repago.

## Banco Central Europeo
El 2 de julio de 2019, fue nominada por el Consejo Europeo para suceder a Mario Draghi como Presidente del Banco Central Europeo con efectos el 1 de noviembre de 2019. El 17 de septiembre de 2019, el Parlamento Europeo mediante votación secreta acordó recomendarla en el cargo, con 394 a favor, 206 en contra y 49 abstenciones. Fue confirmada en octubre por el Consejo Europeo, convirtiéndose en la primera mujer en ocupar el cargo.
Como presidente, se espera que Lagarde mantenga la política monetaria acomodaticia de su predecesor, Mario Draghi. Al dirigirse a la Comisión de Asuntos Económicos y Monetarios del Parlamento Europeo con motivo de su nombramiento, Lagarde manifestó su voluntad de que el BCE tuviera un papel activo en la lucha contra el cambio climático y que se llevara a cabo una revisión de la estrategia de política monetaria del organismo central.
Defiende una política liberal, en particular rechazando la reestructuración de la deuda griega y suavizando la normativa sobre la especulación.
Recibió la insignia de Comandante de la Ordre national du mérite de manos de Emmanuel Macron en febrero de 2022. Según la prensa francesa, Nicolas Sarkozy sugirió a Emmanuel Macron que la convirtiera en su primera ministra en caso de reelección en las elecciones presidenciales de 2022.

## Puntos de vista
En julio de 2010, dijo a la cadena de noticias PBS que el proyecto de préstamos del FMI era «un plan masivo, totalmente inesperado, totalmente contraproducente tratado, ya que no estaba previsto en el tratado que se debe hacer un programa de rescate, como lo hicimos». También dijo, «hemos tenido un trillón de dólares sobre la mesa para hacer frente a cualquier ataque de mercado que afecte a cualquier país, así se tratase de Grecia, España, Portugal, o cualquier país dentro de la zona euro». Con respecto a la economía francesa, señaló que además de estímulo a corto plazo, «tenemos que, muy decididamente, reducir nuestro déficit y reducir nuestra deuda».
En declaraciones públicas realizadas inmediatamente después de su nombramiento, afirmó que el FMI y la UE exigen medidas de austeridad a Grecia como requisito previo para la ayuda adicional. Agregó además: «Si tengo un mensaje esta noche sobre Grecia, seria es un llamado a la oposición política griega para apoyar al partido que está actualmente en el poder en un espíritu de unidad nacional».

## Investigación sobre supuesto abuso de poder
El 3 de agosto de 2011, un tribunal francés ordenó una investigación a Lagarde por su rol en un arbitraje valorado en 403 millones de euros en favor del empresario Bernard Tapie. El 24 de mayo, tras dos días de interrogatorios en el Tribunal de Justicia de la República, se le dio el estatus de «testigo asistido», lo que significa que no es sujeto de investigación en el caso. En un informe de prensa de junio del 2013, Stéphane Richard el CEO de France Telecom y antiguo asesor de Lagarde mientras era ministra de Finanzas, ha declarado que también está siendo formalmente investigado en el caso, por haber sido informado sobre la aprobación del arbitraje que benefició a Tapie antes de que este ocurriera. 
En 2013, la prensa reveló una carta incautada por los investigadores durante un registro en el domicilio parisino de Christine Lagarde, en la que parece someterse a los intereses de Bernard Tapie: "Utilízame mientras te convenga a ti y a tu acción y a tu casting. (...) Si me utilizas, te necesito como guía y como apoyo: sin guía, me arriesgo a ser ineficaz, sin apoyo me arriesgo a tener poca credibilidad. Con mi inmensa admiración. Christine L."
En agosto del 2014, el Tribunal de Justicia de la República anunció que había iniciado una investigación formal por negligencia hacia Lagarde, por su rol en el arbitraje del caso Tapie. Según los testimonios, en el juicio señalaron que como ministra, actuó favoreciendo al empresario amigo de Nicolas Sarkozy, Bernard Tapie, con 403 millones de euros de fondos públicos.
En diciembre de 2016, la justicia gala liberó de pena alguna a Lagarde, e incluso de que la condena figure en su historial penal, dada su estatus política internacional y que los hechos que la incriminan ocurrieron en plena crisis mundial, cuando era ministra de Economía, Finanzas, Industria y Empleo en el Gobierno de Nicolas Sarkozy.

## Aparición en cine
Fue entrevistada en el documental Inside Job (2010), que más tarde ganó el Premio Óscar al Mejor Documental.
También fue interpretada por la actriz Laila Robins en el 2011 para la película Too big to fail de la cadena HBO, que se basa en el popular libro homónimo escrito por el periodista de The New York Times Andrew Ross Sorkin. Lagarde, que actúa como ministra de Hacienda francesa, tiene una escena notable al criticar a su homólogo estadounidense Hank Paulson.